# Hay Springs (Nebraska)
Hay Springs es una villa ubicada en el condado de Sheridan en el estado estadounidense de Nebraska. En el Censo de 2020 tenía una población de 989 habitantes y una densidad poblacional de 1019,59 personas por km².

## Geografía
Hay Springs se encuentra ubicada en las coordenadas 42°41′00″N 102°41′23″O / 42.68333, -102.68972. Según la Oficina del Censo de los Estados Unidos, Hay Springs tiene una superficie total de 0.97 km², de la cual 0.97 km² corresponden a tierra firme y (0%) 0 km² es agua.

## Demografía
Según el censo de 2020, había 989 personas residiendo en Hay Springs. La densidad de población era de 1019,59 hab./km². De los 989 habitantes, Hay Springs estaba compuesto por el 90.29% blancos, el 0.10% eran afroamericanos, el 3.94% eran amerindios, el 0.51% eran asiáticos, el 0% eran isleños del Pacífico, el 1.01% eran de otras razas y el 4.15% pertenecían a dos o más razas. Del total de la población el 1.75% eran hispanos o latinos de cualquier raza.